# Yang Jiang

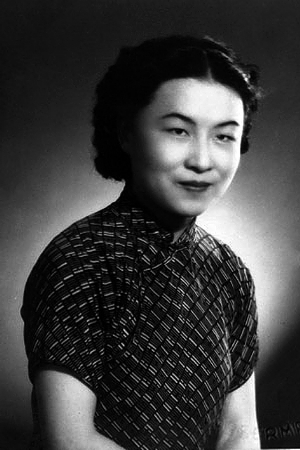
Yang Jiang, 1941

Yang Jiang (杨绛,  Yáng Jiàng; geboren am 17. Juli 1911 in Peking; gestorben am 25. Mai 2016 ebd.) war eine chinesische Autorin, Literaturwissenschaftlerin und Übersetzerin. Sie verfasste Bühnenstücke, Novellen und Essays sowie die erste vollständige Übersetzung des Don Quixote von Miguel de Cervantes aus dem spanischen Original ins Chinesische.

## Leben
Sie wurde unter dem Namen Yang Jikang (杨季康) geboren und wuchs im Jiangnan auf. Sie studierte bis 1932 an der Soochow-Universität und schrieb sich an der Tsinghua-Universität ein. Dort begegnete sie  Qian Zhongshu, den sie 1935 heiratete. Das Paar studierte anschließend an der University of Oxford und der Sorbonne. 1937 wurde die gemeinsame Tochter Qian Yuan (錢瑗) geboren. Auch nach der Rückkehr nach China 1938 sprachen die Ehepartner privat gerne Englisch und Französisch. Ihr Mann unterrichtete nun Englisch an verschiedenen Universitäten des im Krieg befindlichen Landes; sie selbst verfasste in den 1940er Jahren Kurzgeschichten, Essays und vier Bühnenstücke, durch welche sie Bekanntheit erlangte. In der Zeit nach der Gründung der Volksrepublik China begann sie schließlich selbst zu unterrichten und sich als Übersetzerin westlicher Literatur zu betätigen. 1951 erschien ihre Übersetzung des Lazarillo de Tormes, 1956 die von Gil Blas (Alain-René Lesage).
Danach begann die Zeit der politischen Verfolgung und der Arbeitseinsätze für Intellektuelle. 1958 wurde das Ehepaar als Stahlarbeiter eingesetzt. Während die restlichen Lehrkräfte ab 1959 bis zum Ende des Großen Sprungs nach vorn noch als Landarbeiter eingesetzt wurden, durfte das Ehepaar Qian und Yang die Schriften Maos übersetzen, was ihr Überleben in der Hauptstadt sicherte. 1966 erfolgte dann eine Denunziation, und die Tochter Qian Yuan, mittlerweile selbst Lehrkraft, hatte sich öffentlich von den Eltern zu distanzieren. 1969 und 1970 erfolgten Umerziehungslager und Kaderschmieden für die zwei knapp 60-Jährigen; der Schwiegersohn nahm sich in dieser Zeit das Leben. In den Wirren der Kulturrevolution erlitt das Paar weitere Drangsalierungen. Yang Jiang wurde mit scheckig-geschorenem Kopf als Toilettenreinigerin eingesetzt, während ihr Mann in der Verbannung als Hausmeister gedemütigt wurde.

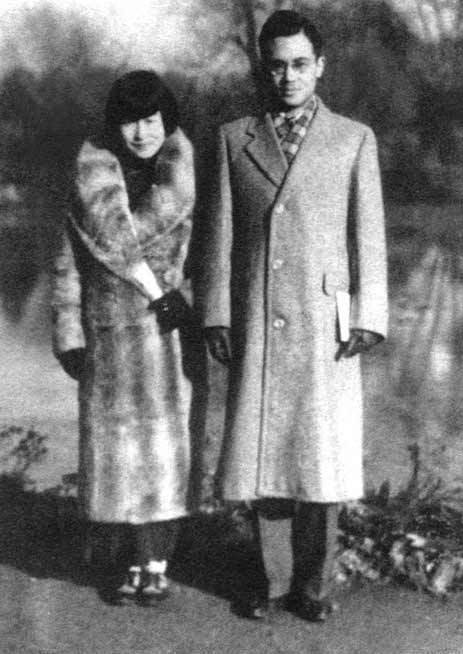
Yang mit Qian, 1936

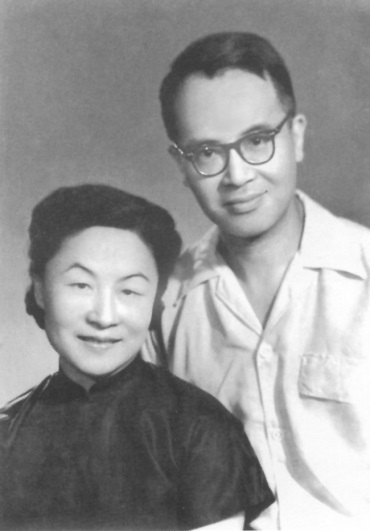
Yang mit Qian, 1962

Seit den 1960ern arbeitete sie bereits an der Übersetzung des Don Quixote und hatte dafür zwischenzeitlich Spanisch gelernt, da ihr die englischen und französischen Übersetzungen nicht für die Übertragung von Cervantes’ Werk genügten. Vor der Fertigstellung beschlagnahmten Rote Garden die sieben bereits fertiggestellten Bände. Jemand rettete die Manuskripte allerdings aus dem Altpapier und gab sie wieder an Yang Jiang zurück, sodass sie die Übersetzung im November 1976 abschließen konnte. Deng Xiaoping überreichte König Juan Carlos bei dessen Staatsbesuch im Jahr 1978 das achtbändige Werk als Gastgebergeschenk. Seither  gilt es im Chinesischen als die Standardübersetzung.
Seit Ende der 1970er Jahre konnte das Ehepaar wieder reisen und veröffentlichen und nutzte diese Freiheit für Reisen nach Europa und Amerika. 1986 erhielt Yang den spanischen Verdienstorden Alfons X. des Weisen. Ihr 1988 in Peking erschienener Roman Xizao (deutsch: Das Bad) gilt als wichtiger Beitrag zur chinesischen Vergangenheitsbewältigung nach den Gehirnwäschen der Mao-Ära. Den Tod ihrer Tochter 1997 an Rückenmarkkrebs verheimlichte Yang Jiang vor ihrem Ehemann, der 1998 ebenfalls verstarb. Yang edierte dessen unveröffentlichtes Werk und ergänzte auch die nur kapitelweise begonnenen Memoiren ihrer Tochter um die eigenen Erinnerungen, die sie 2003 veröffentlichte. Sie starb im Alter von 104 Jahren in Peking.

## Werk

### Bühnenstücke
- Ende gut alles gut/Vollkommen zufrieden (稱心如意, englisch: Heart’s Desire, Komödie) (1943)
- Wahrheit und Lüge/Aus der Täuschung wird Wahrheit (弄真成假, englisch: Forging the Truth, Komödie) (1944)
- (游戏人间, Englisch: Sporting with the World, Lustspiel/Posse) (1945)
- Weidenblüten im Wind/Brise (风絮, englisch: Windswept Blossoms, Tragödie) (1947)

### Prosa
- Frühlingserde (1979, Erzählungen)
- Sechs Kapitel aus der Kaderschule (Roman, 1980. Englisch: Six Chapters from My Life ‚Downunder‘; Original: 幹校六記)
- Schattenbild (1982, Erzählungen)
- 將飲茶 (Englisch: About to Drink Tea, 1987)
- Xizao 洗澡 (Roman, 1988. Englisch: Baptism; deutsch: Das Bad)
- Wir Drei (Autobiographisches Werk, 2003. Englisch: We three; Original: 我們仨)
- Auf dem Weg zur Grenze des Lebens, 2007.
- Nach dem Baden (Essay, 2014. Englisch: After the Baptism; Original: 洗澡之後)

### Übersetzungen
- Lazarillo de Tormes (anonym, 1951)
- Gil Blas (Alain-René Lesage, 1956)
- Don Quixote (Miguel Cervantes, 1976)
- Phaidon (Platon, 1998)

## Übersetzung ins Deutsche
- Yang Jiang: Wir Drei. Aus dem Chinesischen von Monika Motsch. Gossenberg, Ostasien Verlag 2012, ISBN 978-3-940527-67-7
- Yang Jiang: Das Bad (Roman). Aus dem Chinesischen von Monika Motsch. Gossenberg: Ostasien Verlag 2023, ISBN 978-3-940527-21-9